# Pythias
Pythias (altgriechisch Πυθιάς Pythiás) war die Frau des Philosophen Aristoteles.
Sie war eine Verwandte des Hermias, der die Städte Assos und Atarneus an der kleinasiatischen Küste gegenüber der Insel Lesbos beherrschte und mit Aristoteles befreundet war. Hermias war ein Gegner der Perser und mit Makedonien verbündet. In seinem Testament verfügte Aristoteles, dass er neben seiner Frau beigesetzt werden wollte. Aus seiner Formulierung geht hervor, dass Pythias zum Zeitpunkt der Aufsetzung des Testaments bereits verstorben war.
Widersprüchlich sind die Angaben der Quellen über das Verwandtschaftsverhältnis zwischen Pythias und Hermias. Der Doxograph Aristokles von Messene, ein peripatetischer Philosoph, der Aristoteles gegen Verleumdungen verteidigt, behauptet, sie sei eine Schwester und zugleich Adoptivtochter des Hermias gewesen. Ein anderer Doxograph, Diogenes Laertios, der sich auf die Schrift Über gleichnamige Dichter und Schriftsteller des Gelehrten Demetrios von Magnesia (1. Jahrhundert v. Chr.) beruft, schreibt, Pythias sei entweder eine Tochter oder eine Nichte des Hermias gewesen. Strabon bezeichnet sie als Tochter von Hermias’ Bruder. Aus chronologischen Gründen ist es unwahrscheinlich, dass sie eine Schwester von Hermias war.
Auch die Angaben über Zeitpunkt und Motiv der Heirat gehen auseinander. Demetrios von Magnesia und Strabon berichten, Hermias selbst habe dem Philosophen Pythias zur Frau gegeben; in diesem Fall fällt die Heirat in den Zeitraum von Aristoteles’ Aufenthalt in Assos (347–345/344). Anders stellt Aristokles den Sachverhalt dar; seinen Angaben zufolge heiratete Aristoteles Pythias erst nach dem Tod des Hermias, der um 341 auf Befehl des Perserkönigs Artaxerxes III. mit einer List gefangen genommen und hingerichtet worden war. Mit dieser Datierungsfrage hängt die Frage nach dem Motiv der Eheschließung zusammen. Gegner des Aristoteles unterstellten ihm, er habe Pythias nur wegen der Machtstellung ihres Vaters, bei dem er sich habe einschmeicheln wollen, geheiratet; demnach wäre die Hochzeit vor den Tod von Aristoteles’ Schwiegervater zu setzen. Aristokles, der Verteidiger der Ehre des Aristoteles, berichtet hingegen, die Ehe sei erst nach Hermias’ Tod geschlossen worden, als die Verbindung mit der Familie des gestürzten Machthabers keinerlei Vorteil mehr bot. Aristoteles habe sich gegenüber Antipatros brieflich dazu geäußert; zur Begründung der Heirat habe er auf seine Freundschaft mit dem hingerichteten Hermias hingewiesen, nach dessen Tod Pythias in eine unglückliche Lage geraten sei. Ob der Brief des Aristoteles, auf den sich Aristokles beruft, echt war, ist in der Forschung umstritten. Sicher ist nur, dass über die Ehe des Philosophen böse Gerüchte kursierten.
Mit Pythias hatte Aristoteles eine Tochter, die ebenfalls Pythias hieß. Unklar ist, wer die Mutter seines Sohnes Nikomachos war. Diogenes Laertios, der sich auf Timaios von Tauromenion beruft, berichtet, es sei Herpyllis gewesen, die angeblich nach Pythias’ Tod die Lebensgefährtin des Aristoteles war. Das behauptet auch Athenaios mit Berufung auf Hermippos. Herpyllis soll sogar die zweite Frau des Philosophen geworden sein. Die Herpyllis betreffenden Nachrichten der erzählenden Quellen sind allerdings von zweifelhafter Glaubwürdigkeit. Eine weit bessere Quelle ist das Testament des Aristoteles, aus dessen Bestimmungen sich indirekt erschließen lässt, dass Nikomachos’ Mutter wahrscheinlich Pythias war. Herpyllis, die in dem Testament auffallend großzügig berücksichtigt wurde, kann eine Verwandte des Aristoteles aus Stageira gewesen sein, die in seinem Haushalt lebte und dadurch seinen Gegnern Anlass zu Klatsch bot.